# Amblyomma darwini
Amblyomma darwini (лат.) — вид клещей рода Amblyomma из семейства Ixodidae. Южная Америка: Галапагосские острова. Паразитируют на пресмыкающихся, главным образом, на морских игуанах Amblyrhynchus cristatus, а также на Tropidurus magnus. У самцов спинной жесткий щиток прикрывает все тело, у самок треть.